# Kenneth Erichsen
Kenneth Erichsen (* 28. Dezember 1972) ist ein guatemaltekischer Badmintonspieler. 

## Karriere
Kenneth Erichsen nahm 1996 im Herreneinzel an den Olympischen Sommerspielen in Atlanta teil. Er verlor dabei gleich sein Auftaktmatch und wurde somit 33. in der Endabrechnung. In den Jahren 1992, 1993, 1995, 1996 und 1997 gewann er die Carebaco-Meisterschaft, 1993 siegte er bei den Zentralamerika- und Karibikspielen. 1995 war er bei den Puerto Rico International erfolgreich, 1996 bei den Peru International.

## Sportliche Erfolge
| Saison | Veranstaltung                     | Disziplin    | Platz | Name                                |
| ------ | --------------------------------- | ------------ | ----- | ----------------------------------- |
| 1990   | Zentralamerika- und Karibikspiele | Mixed        | 3     | Kenneth Erichsen / Mercedes Pierola |
| 1990   | Zentralamerika- und Karibikspiele | Herrendoppel | 3     | Kenneth Erichsen / Renato Rosales   |
| 1992   | Carebaco-Meisterschaft            | Herreneinzel | 1     | Kenneth Erichsen                    |
| 1993   | Carebaco-Meisterschaft            | Herreneinzel | 1     | Kenneth Erichsen                    |
| 1993   | Zentralamerika- und Karibikspiele | Herrendoppel | 2     | Kenneth Erichsen / Renato Rosales   |
| 1993   | Zentralamerika- und Karibikspiele | Herreneinzel | 1     | Kenneth Erichsen                    |
| 1995   | Puerto Rico International         | Herreneinzel | 1     | Kenneth Erichsen                    |
| 1995   | Carebaco-Meisterschaft            | Herreneinzel | 1     | Kenneth Erichsen                    |
| 1996   | Peru International                | Herreneinzel | 1     | Kenneth Erichsen                    |
| 1996   | Carebaco-Meisterschaft            | Herreneinzel | 1     | Kenneth Erichsen                    |
| 1996   | Olympia                           | Herreneinzel | 33    | Kenneth Erichsen                    |
| 1997   | Carebaco-Meisterschaft            | Herreneinzel | 1     | Kenneth Erichsen                    |